# Querelle des Inventaires
 (juin 2010).
Si vous disposez d'ouvrages ou d'articles de référence ou si vous connaissez des sites web de qualité traitant du thème abordé ici, merci de compléter l'article en donnant les références utiles à sa vérifiabilité et en les liant à la section « Notes et références ».
La querelle des Inventaires est un ensemble de troubles survenus en de multiples régions de France, consécutif à la Loi de séparation des Églises et de l'État de 1905 et au décret du 29 décembre 1905, prévoyant l'inventaire des biens des Églises, essentiellement de l'Église catholique, puisque près de 95 % de la population française à l'époque est baptisée dans la religion catholique. Cette loi dispose de préparer la dévolution de ces biens aux associations cultuelles définies dans l'article 4 de la loi.
La mise en œuvre de cet inventaire suscita des conflits dans toutes les provinces de France, et surtout dans les régions où la pratique catholique est forte, comme l'Ouest dans son ensemble - c'est-à-dire de la Bretagne et la Normandie jusqu'à la Vendée et le Pays basque - la Savoie et une partie du Massif central, ainsi que le Nord où un mort est à déplorer, ce qui provoque la chute du gouvernement Rouvier.

## Contexte
Depuis le concordat de 1801, les bâtiments utilisés par l'Église catholique étaient gérés par des établissements publics du culte : fabriques paroissiales, menses épiscopales, séminaires... Ces établissements géraient, en 1905, non seulement les édifices construits avant la Révolution devenus biens nationaux mis à disposition de l'Église, mais également des bâtiments construits après 1801 : fondations charitables, églises « fabriciennes »…
La loi de séparation des Églises et de l'État prévoyant la disparition des établissements publics du culte et l'affectation des édifices destinés à l'exercice du culte à des associations cultuelles à former, la nécessité d'un inventaire des biens gérés par ces établissements est naturellement apparue lors des débats parlementaires.
Ce fut donc inscrit à l'article 3 de la loi (l'État met gratuitement à la disposition d'associations cultuelles créées à cet effet « les édifices servant à l'exercice public du culte » et en assure l'entretien). Seule la question d'éventuelles dettes antérieures anima un peu le débat.
Le 29 décembre 1905, un décret d'administration publique est pris concernant les inventaires. Pour transmettre aux associations cultuelles les 70 000 édifices religieux existant alors en France, le gouvernement décide un « inventaire descriptif et estimatif » de tout ce qu'ils contiennent. Mais ces inventaires furent perçus comme un « préliminaire de spoliation ».
Le 2 janvier 1906, une circulaire destinée aux fonctionnaires des Domaines contient une phrase provocatrice qui va mettre le feu aux poudres : « les agents chargés de l'inventaire demanderont l'ouverture des tabernacles ». Les milieux politiques conservateurs ne tardent pas à s'emparer de l'affaire et à susciter l'émotion populaire dans certaines régions. Un communiqué gouvernemental est émis pour rassurer les catholiques : « Aucun inventaire n'aura lieu avant la discussion de l'interpellation fixée le 19 janvier ».

## Les manifestations

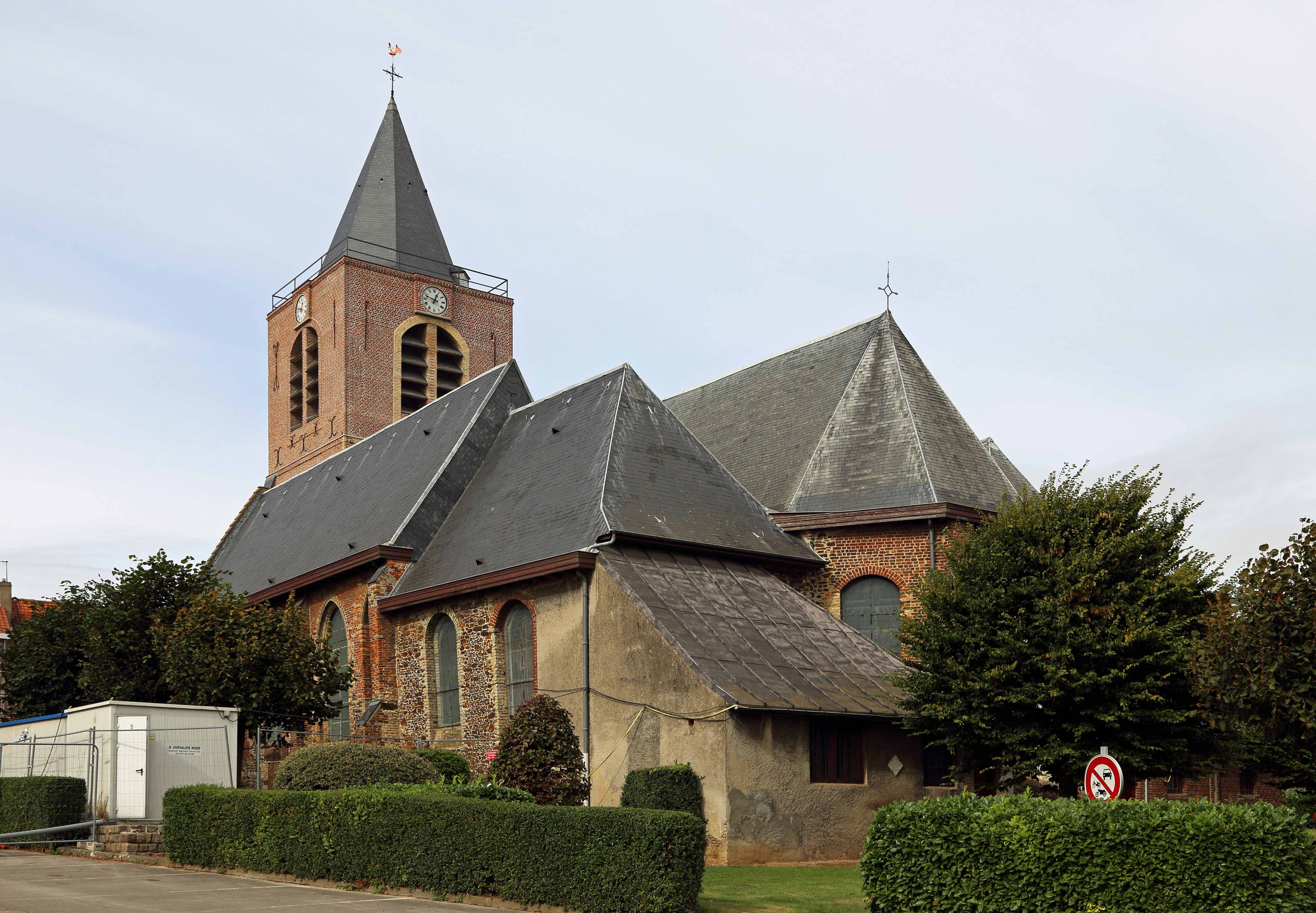
L'église Saint-Martin de Boeschepe, où fut tué Géry Ghysel.

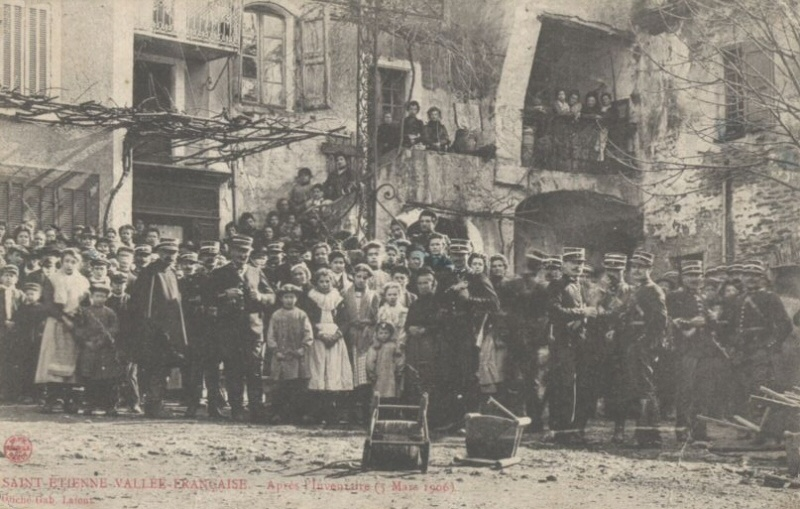
Après l'inventaire, 5 mars 1906, à Saint-Étienne-Vallée-Française.

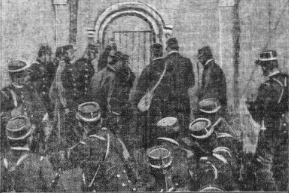
« À Saint-Pol-de-Léon, la troupe tente d'enfoncer la porte de la cathédrale », Le Petit Parisien du 22 novembre 1906.

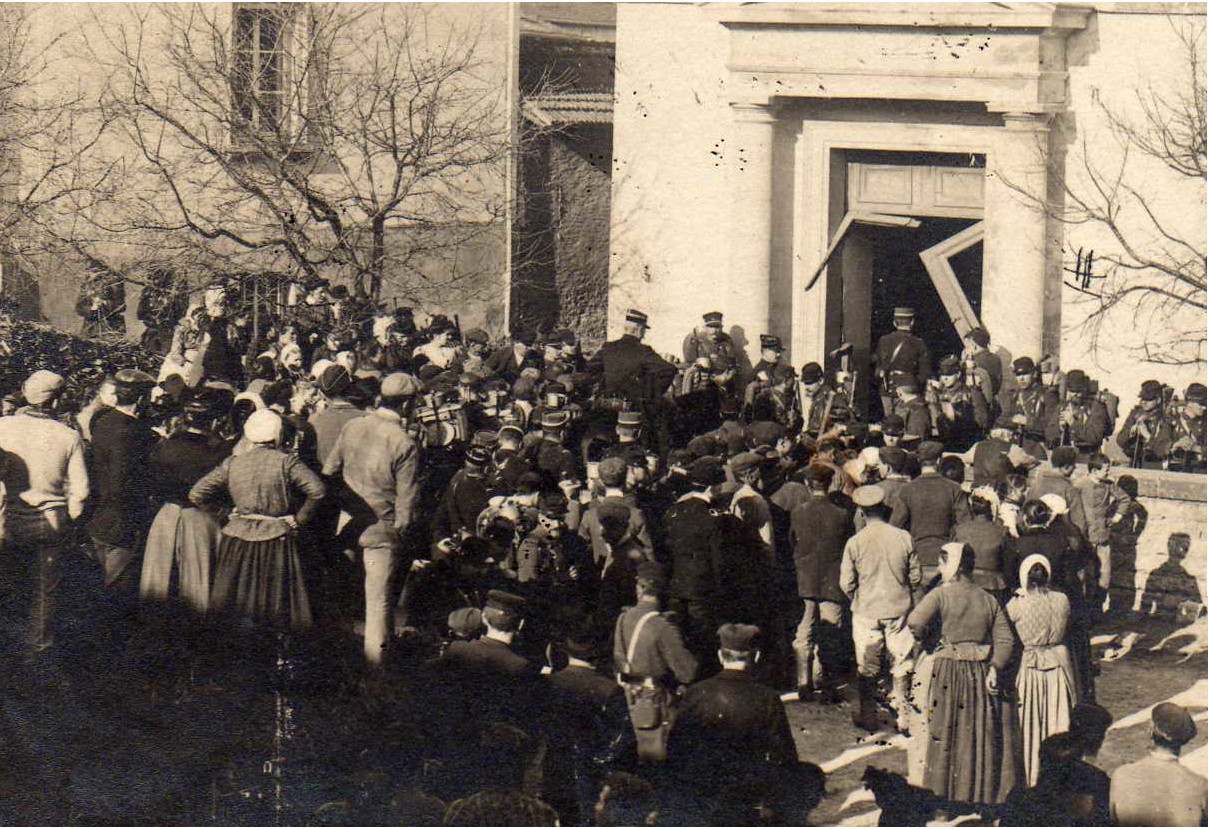
Saint-Maurice-Sur-Mortagne (Vosges) ; Entrée en force de l'armée dans l'église pour procéder à l'inventaire.

Tout semble dès lors devoir se passer sans incident, mais d'importantes séries de manifestations ont lieu devant de nombreuses églises. On dénombre des mobilisations fortes dans 4 800 lieux de culte alors que dans 63 200 autres, les opérations se déroulent de manière moins houleuse. La plupart des catholiques pensent que l'opération des inventaires est une profanation et une spoliation. En effet, à la suite des saccages et démolitions de la période révolutionnaire, les fidèles catholiques ont pris en charge les frais de remise en état des églises : reconstruction, réparation, cloches, vitraux, aménagement intérieurs, mobilier ; par ailleurs les fidèles ont financé la construction, après 1801, de nouvelles églises, les églises « fabriciennes » ; pour ces fidèles, l'appropriation par l'État, de ces investissements est une atteinte à la propriété privée. De plus, cela s'ajoute aux différentes lois anticléricales dont celles provoquant depuis 1880, et 1903 l'expulsion du territoire français des congrégations religieuses et la nationalisation de leurs biens.
L'importance des troubles lors des inventaires varie en fonction des régions. Les catholiques réfractaires font de Nous voulons Dieu! leur cri de résistance. En effet, certaines populations, par leur passé et leur attachement confessionnel, apparaissent plus déterminées à défendre leurs convictions religieuses dont les symboles leur semblent remis en cause, surtout dans les régions à forte pratique, comme l'Ouest, une partie du Massif central, la Flandre et d'autres.
Le gouvernement doit affronter une opposition forte notamment dans les régions de la Bretagne comme Nantes et Quimper, des échauffourées se produisent entre les manifestants et les forces de l'ordre. Les manifestants se barricadèrent dans les églises pour empêcher les agents du fisc de procéder à l'inventaire. La gendarmerie et l'armée ont dû intervenir, ce qui augmente la tension. L'action de la gendarmerie se limite à la constatation des délits et à l'établissement des contraventions au cours des opérations des inventaires. Ils ne doivent pas en théorie répondre par la force.
Ce genre de dispositions restreint le champ d'action immédiat de la gendarmerie, mais permet aussi de limiter les excès. Si pendant les manifestations, les gendarmes sont pris à partie, ils doivent se défendre et faire en sorte que « force reste à la loi ». Par ailleurs, les textes sont là pour le rappeler :

« si l'exécution de la loi impose de recourir à la force publique, vous en ferez usage en conformant votre conduite aux instructions sur l'emploi de la force armée dans les grèves. »

Le commandement militaire joue pleinement son rôle d'encadrement, empêchant à plusieurs reprises les débordements. Certains militaires s'opposent cependant à ces mesures et des officiers démissionnent. Malgré cela, la tension est forte et afin d'encadrer les actions de maintien de l'ordre, le ministre de la Guerre Eugène Étienne adresse un courrier au ministre de l'Intérieur Fernand Dubief, dans lequel il lui demande qu'on lui communique les départements où les inventaires ont pris fin, pour lui permettre d'effectuer les prélèvements sur les effectifs des gendarmes d'une région à l'autre. Les autorités, notamment préfectorales, craignant des troubles plus importants, privilégient des actions de la gendarmerie afin de ne pas avoir à utiliser l'armée de ligne.
Les premiers incidents sanglants éclatent dans la Haute-Loire, dans le Velay, sur les confins des Cévennes. Le 27 février 1906 a lieu l'inventaire de la chapelle de pèlerinage de Champels (commune de Monistrol-d'Allier),,. Quelque 150 manifestants, armés de bâtons, de fourches, et pour certains de barres de fer, se ruent sur le receveur de l'enregistrement qui est accompagné de trois gendarmes : la « fusillade » de Champels fait quatre blessés légers chez les manifestants, mais elle propage l'agitation dans toute la région. Le 3 mars, lors de la tentative d'inventaire faite dans la commune de Montregard, toujours en Haute-Loire, un habitant est grièvement blessé par les forces de l'ordre ; il meurt le 24 mars.
La situation du gouvernement semble déjà bien délicate quand parvient la nouvelle de l'incident de Boeschepe : le 6 mars, à proximité de la frontière belge, un inventaire tourne au drame et entraîne la mort d'un homme, un boucher nommé Géry Ghysel, âgé de vingt-neuf ans, père de trois enfants. Le préfet du département du Nord, confronté à une véritable surexcitation dans sa région, ne fut que trop heureux de suspendre les inventaires à la demande du ministre de l'Intérieur.
Un débat parlementaire est organisé entre le ministre des Cultes Aristide Briand et les autres partis, dans lequel ils décident de laisser la loi comme elle est, et donc de ne pas céder, ce qui entraîne le 7 mars 1906 la chute du cabinet Rouvier.

## Clemenceau joue l'apaisement
À la suite de cette affaire, le nouveau ministre de l'Intérieur, Georges Clemenceau, membre du cabinet Sarrien formé le 14 mars 1906, et anticlérical notoire, décide de renoncer aux opérations d'inventaire dans les cas où elles rencontrent toute résistance. Le 20 mars 1906, alors qu'il ne reste plus que 5 000 sanctuaires, sur 68 000, à inventorier, il déclare à la Chambre : « Nous trouvons que la question de savoir si l'on comptera ou ne comptera pas des chandeliers dans une église ne vaut pas une vie humaine ».
Le nouveau ministère mis en place est nettement plus axé à gauche que le précédent, et compte plusieurs francs-maçons fortement anticléricaux, mais il veut absolument résoudre au plus tôt l'affaire des inventaires. Le 16 mars 1906, une circulaire confidentielle adressée aux préfets les invite à suspendre les opérations d'inventaire dans le cas où elles doivent se faire par la force. Clemenceau précise que « ça ne veut pas dire que nous ayons renoncé à l'application de la loi, seulement nous l'abordons à notre manière ». L'agitation née des inventaires, localisée mais considérable, prend fin.